# Jennifer Robertson
Jennifer Robertson, född 24 november 1971 i Vancouver i British Columbia, är en kanadensisk skådespelerska, författare och komiker. Hon är mest känd för sin huvudroll som Jocelyn Schitt i den Emmy-belönade komediserien Schitt's Creek (2015–2020) på CBC, för vilken hon nominerades till två Screen Actors Guild Awards och fyra Canadian Screen Awards. 
Robertson har uppträtt i flera andra projekt, inklusive komediserien This Hour Has 22 Minutes på CBC (2003–2004), sketch-komediserien Comedy Inc. på CTV (2003–2010), fantasyfilmen Twitches på Disney Channel (2005), tonårskomedin Wingin' It (2010–2012) och Netflix-serien Ginny & Georgia (2021–).
Robertson har ett barn, en dotter, född 2010.

## Filmografi (i urval)

### Filmer
- 2005 – Twitches
- 2021 – Single All the Way
- 2022 – Hello, Goodbye, and Everything in Between

### TV-serier
- 2001 – En andra chans (TV-serie)
- 2003–2004 – This Hour Has 22 Minutes (TV-serie)
- 2003–2010 – Comedy Inc. (TV-serie)
- 2007 – Hannah Montana (TV-serie)
- 2010–2011 – Degrassi: The Next Generation (TV-serie)
- 2010–2012 – Wingin' It (TV-serie)
- 2011 – Ängslige Egon (TV-serie) (manusförfattare, tre avsnitt)
- 2012 – Little Mosque on the Prairie (TV-serie)
- 2013 – Nikita (TV-serie)
- 2013 – Saving Hope (TV-serie)
- 2015–2020 – Schitt's Creek (TV-serie)
- 2017 – Disjointed (TV-serie)
- 2021–nutid – Ginny & Georgia (TV-serie)